# Sunn O)))
Sunn O))) (pronuncia-se simplesmente "Sun" /sʌn/) é uma das bandas precursoras do drone metal, que incorpora elementos de música drone, doom metal, black metal, dark ambient e noise ao seu som.
Os dois membros fundadores, Stephen O'Malley e Greg Anderson são ativos em várias outras bandas e têm empregado um número de convidados de alto perfil ao longo dos anos, como: Attila Csihar, Julian Cope, Oren Ambarchi, Merzbow entre outros.
Entre 1996 e 1998 a banda tocava em Seattle, Washington, fazendo tributo à Earth e denominava-se Mars.
A banda foi formada oficialmente em 1998 na cidade de Los Angeles, Califórnia. Seu nome e logotipo se originaram da marca de amplificadores SUNN® Amplifiers, os mais usados para fazer os drones que formam suas longas notas musicais. Em uma entrevista Stephen O'Malley declarou que o nome também foi escolhido como uma brincadeira com o nome da banda Earth, numa analogia ao Geocentrismo onde no passado o "Sol girava em torno da Terra".
Outras variações gráficas encontradas para o nome da banda são: O))), SunnO))), Sunn0))), SunnO e Sunn0.

## Discografia

### Full-lengths
- ØØ Void (2000)
- Flight of the Behemoth (2002)
- White1 (2003)
- White2 (2004)
- Black One & Solstitium Fulminate (2005)
- Monoliths & Dimensions (2009)
- Kannon (2015)
- Life Metal (2019)
- Pyroclasts (2019)

### Álbuns ao vivo
- The Libations of Samhain (2003)
- Live White (2004)
- Live Action Sampler (2004)
- La Mort Noir dans Esch/Alzette(2006)
- Dømkirke (2008)
- (初心) Grimmrobes Live 101008 (2009)

### Outros lançamentos
- The Grimmrobe Demos (1999)
- Veils It White (EP) (2003)
- Cro-Monolithic Remixes for an Iron Age (EP) (2004)
- Candlewolf of the Golden Chalice (EP) (2005)
- Angel Coma (split com Earth) (2006)
- Altar (colaboração com Boris)
- Altar (2006)
- Oracle (EP) (2007)

## Integrantes

### Atuais
- Greg Anderson - guitarra, baixo, moog, sintetizador
- Stephen O'Malley - guitarra, baixo, harmônio, piano, sintetizador, vocal de apoio

### Ex-integrantes
- George Stuart Dahlquist - baixo
- Joe Preston - baixo, guitarra, eletrônicos e programação
- Julian Cope - vocal
- Oren Ambarchi - guitarra, bateria e efeitos sonoros
- Merzbow - vocal e programação

## Integrantes ao vivo
Por não terem bateristas ou vocalistas fixos na banda, muitas vezes contam com músicos convidados para suas performances ao vivo.

### Atuais
- Attila Csihar - vocal
- Steve Moore - eletrônicos, teclado e trombone
- Oren Ambarchi - guitarra e teclado
- Tos Nieuwenhuizen - teclado

### Ex-integrantes
- George Stuart Dahlquist - baixo
- Atsuo Mizuno - vocal, percussão e bateria
- Wrest - vocal
- Joe Preston - baixo, guitarra, eletrônicos e programação
- Rex Ritter - teclado
- Runhild Gammelsæter - vocal
- Nate Carson - tímpanos
- Peter Rehberg - eletrônicos
- John Wiese - eletrônicos
- Kevin Drumm - teclado
- Malefic - vocal
- Bill Herzog - baixo e percussão
- Mark Deutrom - baixo
- Randall Dunn - eletrônicos
- Justin Broadrick - guitarra e eletrônicos
- Holy McGrail - teclado
- Lasse Marhaug - eletrônicos
- Daniel O'Sullivan - teclado